# Loi portant engagement national pour le logement
Pour les articles homonymes, voir ENL.
Lire en ligne

Version initiale

En France, la loi n°2006-872 du 13 juillet 2006 portant engagement national pour le logement, couramment appelée loi ENL, a introduit plusieurs mesures portant sur le logement.

## Procédure parlementaire
L'amendement Patrick Ollier-Gérard Hamel (UMP) à cette loi, assouplissant la loi SRU sur les 20 % de logement social, est passé en première lecture, a été supprimé en seconde lecture par le Sénat.
Adoptée sous le Gouvernement Dominique de Villepin, elle a été publiée au Journal officiel du 16 juillet 2006.

## Principales dispositions de la loi
Les mesures législatives ont notamment concerné :
- l'accession sociale à la propriété ;
- l'investissement locatif ;
- les rapports locatifs ;
- la copropriété ;
- l'information des acquéreurs sur la qualité des biens ;
- la fiscalité liée à l'urbanisme ;
- la vente d'immeubles[1].